# Halicyclops setifer
Halicyclops setifer – gatunek widłonoga z rodziny Halicyclopidae. Nazwa naukowa tych skorupiaków została opublikowana w 1950 roku przez szwedzkiego zoologa Knuta Lindberga.